# Kerzenlicht
Kerzenlicht (Originaltitel: Les Feux de la chandeleur) ist ein französischer Film aus dem Jahr 1972 von Serge Korber mit Annie Girardot, Jean Rochefort, Claude Jade, Bernard Le Coq und Bernard Fresson in den Hauptrollen. Das Drehbuch von Serge Korber und Pierre Uytterhoeven basiert auf dem Roman von Catherine Paysan.

## Inhalt
Wegen ihrer unentwegten Aktivitäten in der Sozialistischen Partei und für die Emanzipation wird Marie-Louise Boursault an Mariä Lichtmess 1962 von Anwaltsgatte Alexandre verlassen. Die gemeinsamen Kinder Laura und Jean-Paul bleiben bei der Mutter. Zehn Jahre vergehen. 1972: Gerade zieht ein sibirischer Winter in die Stadt ein und Tochter Laura, die in Paris Psychologie und Medizin studiert, kehrt in die Kleinstadt im Jura zurück. In den Jahren ist nun Laura zur Kämpferin für Emanzipation geworden, während ihre Mutter die Rückkehr ihres Mannes erhofft. Laura verliebt sich nach anfänglichem Sträuben in den Parteifreund ihrer Mutter, den Lehrer Marc Champenois. Als Marie-Louise Alexandre zurückerobern möchte, hält Laura zu ihr und insistiert beim Vater, der in derselben Stadt wohnt, zurückzukehren. Lauras Bruder Jean-Paul wendet sich jedoch ab und erklärt die Mutter für verrückt. Für Marie-Louise dreht sich alles um die erhoffte Rückkehr Alexandres, der noch immer in derselben Stadt lebt und mit einer anderen Frau, Clotilde, zusammen ist. Laura, Jean-Paul und Jean-Pauls Frau Annie besuchen auch das Paar Alexandre und Clotilde. Währenddessen schafft es Marie-Louise, dass Laura und Marc ein Paar werden. Wenn Alexandre seine Ex-Frau und seine Kinder besucht, plant Marie-Louise alles minutiös. Tatsächlich entscheidet sich Alexandre zur Rückkehr. Doch Jean-Paul provoziert bei einem Streit einen Herztod seiner Mutter, die nun in Lauras Armen stirbt. Nur wenige Minuten darauf kehrt Alexandre zurück.

## Rezeption
Das Familiendrama war offizieller Beitrag bei den Filmfestspielen in Cannes 1972.

## Kritik
film-dienst: Ein sensibel inszeniertes Ehedrama, psychologisch überzeugend ausgelotet und exzellent gespielt.
Coopzeitung Bühne und Film 1972: Es ist das außerordentliche Spiel der vorzüglichen Darsteller, die diesen Film glaubhaft machen, der in keiner Szene in Richtung Schnulze abrutscht. [...] Die Fragwürdigkeit vom Glück des einzelnen im brüchig gewordenen Familienverband ; die Belastung einer Gruppe durch den nicht angepassten einzelnen in fragwürdig gewordenen Strukturen ; der Einbruch des Irrationalen in eine Gruppe von Menschen, die nicht nur familiär verbunden sind, deren rationales Zusammenleben vielmehr durchaus erträglich scheint, und die Abwehr dieses Irrationalen durch Ausbruch einer ganz unvermuteten weiteren Irrationalität und die schließliche Trauer aller Beteiligten über ein Ereignis, das für keinen klar einsehbar ist; all diese Komponenten menschlichen Beisammenseins bringt dieser Film sehr subtil und entschieden vor.